# Critique (revue)
 (décembre 2019).
Pour les articles homonymes, voir Critique.
Critique est une revue littéraire, philosophique et artistique mensuelle créée en 1946 par Georges Bataille, puis dirigée pendant cinquante ans par son ami Jean Piel. Paraissant à l'origine aux éditions du Chêne, elle est éditée depuis 1950 par Les Éditions de minuit.

## Un carrefour des idées
Georges Bataille veut créer dès la fin de l'année 1945 une nouvelle revue qui rendrait compte selon lui de « l'essentiel de la pensée humaine prise dans les meilleurs livres. L'une des plus anciennes revues, le Journal des savants qui date du XVIIe siècle suivait cette formule. »
Il s'agissait donc, dès le départ, de faire une revue de commentaires critiques sur les publications du moment et notamment les essais, dans une volonté de mise en débat des idées : comme le dit Michel Surya, la revue « ne devait pas devenir un lieu d'idées “pures”, de création, mais de commentaires critiques des livres d'idées. » À l'origine, Bataille, qui choisit initialement le titre de Critica est entouré de Maurice Blanchot et Pierre Prévost.
Le projet n'aboutit que l'année suivante et en juin 1946 paraît le premier numéro qui comporte notamment un article sur Henry Miller dont Bataille prendra plus tard la défense après son inculpation pour obscénité. Critique porte en sous-titre : Revue générale des publications françaises et étrangères ; et sous la direction de Bataille, avec Pierre Prévost comme rédacteur en chef, le comité de rédaction comprend à l'origine Maurice Blanchot, Albert Ollivier, Éric Weil, Jules Monnerot et Pierre Josserand (ancien collègue de Bataille à la Bibliothèque nationale). Le second comité, considérablement élargi, comptera une trentaine de membres, parmi lesquels on peut citer Marcel Arland, Raymond Aron, Louis de Broglie, René Char, René Huyghe, Alexandre Koyré, Mario Praz, Paul Rivet, Jean Wahl… Après Pierre Prévost, c'est Éric Weil qui sera le rédacteur en chef, remplacé ensuite par Jean Piel.
Contrairement à de précédentes revues qu'il anima, comme Documents ou Acéphale, s'agissant de Critique, Georges Bataille n'en fit pas « l'organe » d'une communauté, sans compter que la revue perdure, contrairement aux entreprises brèves et chaotiques initiées par Bataille. De fait, la plus grande disparité préside à la rédaction de la revue, même si beaucoup de contributeurs, mais pas tous, sont des amis de Bataille. Au sommaire des quatre premiers numéros parus entre juin et septembre 1946 figurent les noms de Jean Maquet, Jacques Lemarchand, Alexandre Koyré, Éric Weil, Jean Chauveau, Georges Ambrosino, Georges Balandier, Théodore Fraenkel, Albert Ollivier, Maurice Blanchot, Aimé Patri, Jean Piel, Alexandre Kojève, etc. Michel Surya remarque d'ailleurs qu'« on ne peut manquer d'être d'abord frappé par l'apparente disparité des thèmes et des textes figurant au sommaire des premiers numéros de Critique. »

Dans une interview au Figaro littéraire du 17 juillet 1947 (à la suite du prix de la meilleure revue décerné par des journalistes à la revue Critique), Georges Bataille précise son projet comme une sorte de carrefour, interdisciplinaire, des idées : 

« Il faudrait que la conscience humaine cesse d'être compartimentée. Critique cherche les rapports qu'il peut y avoir entre l'économie politique et la littérature, entre la philosophie et la politique […] veut être le carrefour de la philosophie, de la littérature, de la religion et de l'économie politique. »

La revue est rapidement appréciée dans les milieux intellectuels pour sa qualité mais les problèmes économiques que connaissaient la presse pèsent lourdement sur son existence. Les éditions du Chêne renoncent à continuer la publication qui est reprise par les éditions Calmann-Lévy qui en assurera la publication jusqu'au numéro 40 en septembre 1949. À son tour, cette maison d'édition jette l'éponge et aucun repreneur ne se profile à l'horizon.

## Reprise par Les Éditions de minuit
Georges Bataille va mettre plus d'un an à résoudre ce problème qui l'affecte d'autant plus qu'il est, à l'époque, gravement déprimé. Une solution est trouvée en octobre 1950 avec la reprise par Les Éditions de minuit pour lesquelles Bataille dirigeait une collection intitulée « L'usage des richesses », qui ne comprenait alors que deux livres : un des siens (La Part maudite, 1949), et un autre écrit par Jean Piel (La Fortune américaine et son destin, 1948). Bataille proposa d'abord une fusion de la revue et de la collection ; mais en fait la collection disparut bientôt, et seule subsista la revue, dont Jean Piel devint le nouveau rédacteur en chef. Bataille continuera à y collaborer jusqu'à sa mort en 1962, fournissant un nombre considérable d'articles (rassemblés dans les tomes XI et XII de ses Œuvres complètes) : les premières années, de 1946 à 1949, il y a écrit soixante-quatorze articles. En 1962, Jean Piel lui succède comme directeur jusqu'à son décès en 1996. Depuis lors, c'est Philippe Roger qui dirige la revue.

## Critiqueactuellement
La revue est présentée de la façon suivante sur le site internet des Éditions de Minuit : « Critique est une revue générale des publications françaises et étrangères qui propose chaque année à ses lecteurs neuf numéros, dont trois doubles. Elle  entend rester fidèle à la mission que lui fixait Georges Bataille. »